# Demonoir
Demonoir är det femte fullängds studioalbumet av norska black metal-gruppen 1349. Det gavs ut i Europa den 26 april 2010 av norska Indie Recordings och den 27 april i USA genom Prosthetic Records. Albumet gavs ut i tre olika versioner. Första versionen var en vanlig CD, den andra versionen hade en special-illustration samt en bonus skiva, och slutligen den tredje som gavs ut i vinyl. De två sistnämnda versionerna gavs ut i en begränsad upplaga. 1349 spelade tillsammans med producenten Tom G. Warrior in och mixade Demonoir vid Studio Studio Nyhagen i Bøverbru, Toten, Norge. Albumet mastrades i Vektor Studios. 

## Låtlista
Demonir
1. "Tunnels of Set I" (Ravn/Archaon) – 1:32
2. "Atomic Chapel" (Destroyer/Archaon) – 6:24
3. "Tunnel II" (Ravn/Archaon) – 1:01
4. "When I Was Flesh" (Destroyer/Archaon) – 5:45
5. "Tunnel III" (Ravn/Archaon) – 0:39
6. "Psalm 7:77" (Destroyer/Archaon) – 5:42
7. "Tunnel IV" (Ravn/Archaon) – 1:02
8. "Pandemonium War Bells" (Destroyer/Frost/Seidemann/Archaon) – 7:48
9. "Tunnel V" (Ravn/Archaon) – 1:15
10. "The Devil of the Deserts" (Seidemann/Archaon) – 6:30
11. "Tunnel VI" (Ravn/Archaon) – 1:04
12. "Demonoir" (Frost/Archaon) – 6:19
13. "Tunnel VII" (Ravn/Archaon) – 3:53

Bonus-CD
1. "Rapture" (Vincent/Azagthoth) – 4:03 (Morbid Angel cover)
2. "Strike of the Beast" (Gary Holt/Paul Baloff) – 3:44 (Exodus cover)
3. "Nerves" (Bauhaus) – 5:21

## Medverkande
Musiker (1349-medlemmar)
- Ravn (Olav Bergene) – sång
- Archaon (Idar Burheim) – gitarr
- Seidemann (Tor Risdal Stavenes) – basgitarr, sång
- Frost (Kjetil-Vidar Haraldstad) – trummor

Bidragande musiker
- Tony Caputo – flygel
- Ronnie Le Tekrø – sologitarr på "Psalm 7:77"
- Thorbjørn Benjaminsen – renhorn
- B9 (Benny Robert Jørgensen) – sampling

Produktion
- Ravn – producent
- Archaon – producent
- Tom G. Warrior – producent
- Kjetil Ottersen – mastring
- Kenneth A Nilsen – omslagsdesign
- Mantus (Marcelo Henrique Vasco) – omslagskonst
- Martha Lewicka – foto

### Fotnoter
1. ↑  Demonoir på discogs.com
2. ↑  Demonoir (2CD) på discogs.com
3. 1 2  Demonoir på allmusic.com